# Lilit Blejan
Lilit Blejan (armenski: Լիլիթ Բլեյան; Erevan, 2. lipnja 1978.) je armenska kantautorica i pjevačica. Piše i izvodi pjesme na armenskom, španjolskom i engleskom jeziku. Njen prvi album In Another City (U drugom gradu) predstavljen je u studenom 2011. Drugi album s pjesmama uglavnom na španjolskom objavljen je u studenom 2013.

## Životopis
Rođena je u Erevanu 1978. Prve pjesme nastale su kad je jedva počela govoriti. Završila je glazbenu školu za violinu. Sa 14 godina počela je pjevati u komornom zboru “Alan Hovhannes” u Erevanu. U školskoj dobi, privučena nekim španjolskim pjesmama, počela je sama učiti španjolski. Strast za jezicima odvela ju je na Državno sveučilište u Erevanu gdje je diplomirala kao specijalistica španjolskog i engleskog jezika. Tijekom studija u duetu s prijateljicom posjećivala je neka glazbena događanja i predstave. Ipak, glazba i pisanje pjesama zasad ostaju samo hobi.
Paralelno sa sveučilištem, Lilit je završila posebne tečajeve TV novinarstva i ubrzo postala jedno od mladih lica nezavisne TV A1plus u Erevanu. Počela je kao novinarka, a zatim je postala TV promatračica, urednica informativne rubrike, a radila je i nekoliko samostalnih projekata na televiziji.
Godine 2010. objavila je singl na armenskom pod nazivom “Čekanje vlakova”. Pjesma je odmah postigla uspjeh i natjerala ju je na razmišljanje o snimanju cijelog albuma. Tako je 2011. godine objavljen njezin prvi album koji se sastoji od 9 akustičnih pjesama na armenskom i španjolskom jeziku. Ubrzo je odlučila odustati od novinarske karijere i fokusirati se na pisanje pjesama i pjevanje.
Izdala je svoj drugi album koji se sastoji uglavnom od španjolskih i nekih engleskih pjesama 19. studenoga 2013.

## Diskografija

### In Another City(2011.)
1. Քաղաքից քաղաք – Od grada do grada
2. Տրամադրություն – Raspoloženje
3. Սպասող գնացքներ – Vlakovi na čekanju
4. Երազելով ծովի մասին – Sanjati more
5. Մութ սենյակում – U mračnoj sobi
6. Սպասելով ամռանը – Čekajući ljeto
7. Հին հետքերով – Stari tragovi
8. Siempre tu' (իսպաներեն) – Siempre tu' (španjolski)
9. Սպասող գնացքներ (իսպաներեն) – Čekanje vlakova (španjolska verzija)

### Paciencia(2013.)
1. El corazón como prisión
2. Volverás
3. Por el Mediterráneo
4. Paciencia
5. Coloreando
6. Un Día
7. Una semana u Barceloni
8. Christmas Night
9. El Después
10. Castillo de arena
11. Falling
12. Siempre Tú (s albuma "U drugom gradu")
13. Christmas Night – armenska verzija